# Nina Jacobson
Nina Jacobson (Los Angeles, 30 novembre 1965) è una produttrice cinematografica statunitense. Nel 2007 ha fondato la casa di produzione Color Force, con la quale ha prodotto tutti i film della serie cinematografica di Hunger Games.

## Biografia
Dopo essersi laureata alla Brown University, iniziò la sua carriera come ricercatrice documentarista. Nel 1988 iniziò a lavorare per la Silver Pictures come direttrice dello sviluppo cinematografico. Divenne poi responsabile dello sviluppo per Parkes/MacDonald Productions prima di assumere il ruolo di vice presidente di produzione della Universal Pictures, dove prese parte allo sviluppo e produzione di progetti quali L'esercito delle 12 scimmie e La vita è un sogno.

## Filmografia parziale

### Cinema
- L'esercito delle 12 scimmie
- La vita è un sogno
- Ben is Back, regia di Peter Hedges (2018)
- Che fine ha fatto Bernadette? (Where'd You Go, Bernadette), regia di Richard Linklater (2019)
- Il cardellino (The Goldfinch), regia di John Crowley (2019)

### Televisione
- American Crime Story – serie TV, 29 episodi (2016−2021)
- Pose – serie TV, 26 episodi (2018−2021)
- Y - L'ultimo uomo (Y: The Last Man) – serie TV, 10 episodi (2021)
- Class of '09 – miniserie TV, 4 puntate (2023)
- Clipped – miniserie TV, 6 puntate (2024)
- American Sports Story: Aaron Hernandez – serie TV (2024)
- Non dire niente (Say Nothing) – miniserie TV, 9 puntate (2024)